# 구글 설문지
구글 설문지(Google Forms, 구글 폼)는 웹 기반 구글 문서 편집기 제품군의 일부로서 포함된, 구글이 제공하는 설문 관리 소프트웨어이다. 이 서비스에는 구글 문서, 구글 시트, 구글 슬라이드, 구글 드로잉, 구글 사이트, 구글 킵도 포함한다. 구글 설문지는 웹 애플리케이션으로만 이용이 가능하다. 이 앱을 통해 사용자는 다른 사용자들과 실시간으로 협업하면서 온라인으로 설문지를 만들고 편집할 수 있다. 수집된 정보는 자동으로 스프레드시트에 입력된다.